# Ministro di Stato per i rapporti con il Parlamento
Il ministro di Stato per i rapporti con il Parlamento (in albanese Ministër i Shtetit për Marrëdhëniet me Parlamentin) è un ministro membro del governo albanese. È responsabile della gestione delle comunicazioni con il Parlamento. L'attuale ministro è Taulant Balla.

## Elenco dei ministri (2013–)
| N° | Ministro          | Mandato           | Mandato           |
| 1  | Ilirjan Celibashi | 15 settembre 2013 | 14 agosto 2014    |
| 2  | Ermonela Felaj    | 27 agosto 2014    | 13 settembre 2017 |
| 3  | Elisa Spiropali   | 17 gennaio 2019   | 30 luglio 2024    |
| 4  | Taulant Balla     | 30 luglio 2024    | in carica         |